# Vinea Wachau Nobilis Districtus

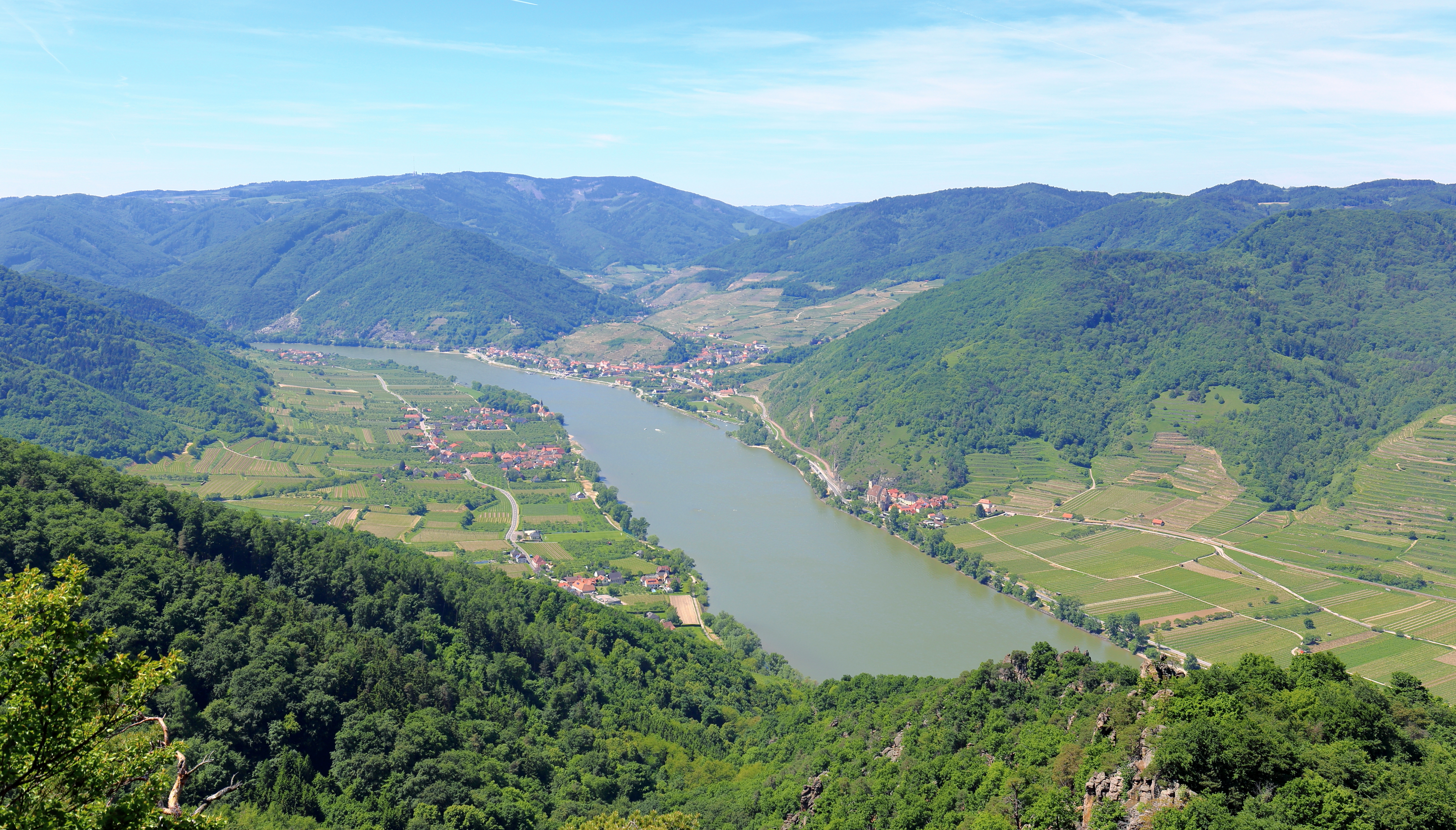
Die Wachau im Bereich Spitz an der Donau mit Blickrichtung Westen

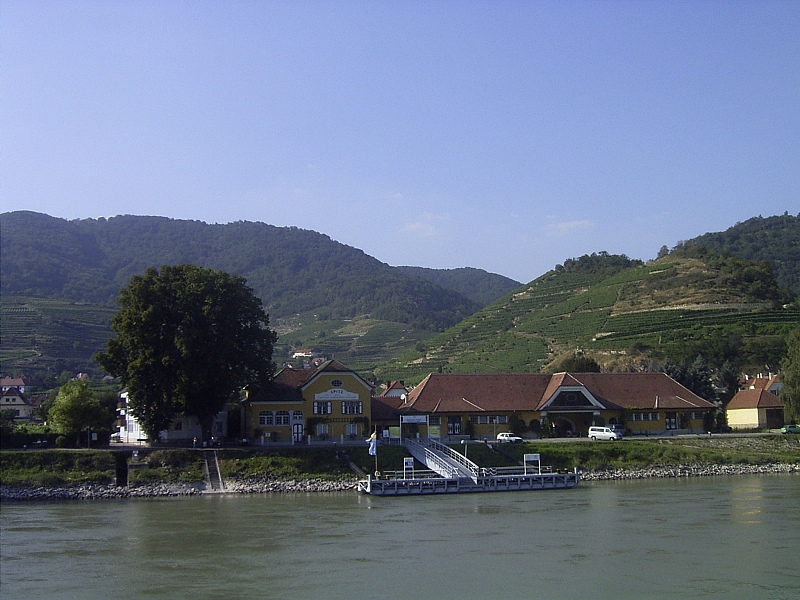
Spitz an der Donau: Sitz von Vinea Wachau

Die Vereinigung Vinea Wachau Nobilis Districtus (kurz Vinea Wachau) ist ein Zusammenschluss von Winzern mit dem Ziel, die Weine des gesetzlich abgegrenzten Weinbaugebietes Wachau in ihrer Qualität und ihrer Bekanntheit zu fördern. Gleichzeitig handelt es sich um eine Gebietsmarke der gleichnamigen Winzervereinigung.

## Verein

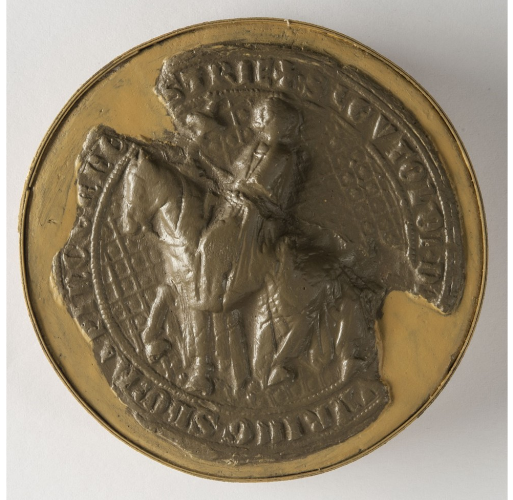
Siegelring von Leutold I. von Kuenring-Dürnstein, Logo von Vinea Wachau

Der Verein hat seinen Sitz in Spitz an der Donau. Die Gründung des Vereins erfolgte 1983. Im Jahr 2020 zählte die Vinea Wachau fast zweihundert Mitglieder. Sie bewirtschaften ca. 85 % der gesamten Rebfläche in der Wachau. Das Logo der Hauervereinigung ist die Abbildung eines Siegelringes, der den Kuenringer Leutold I. (1243–1312) hoch zu Ross mit dem Wappenschild seines Adelsgeschlechts zeigt. Leutold war Oberster Schenk in Österreich. Er bezeichnete den Kern seiner Besitzungen an der Donau als Vinea Wachau Nobilis Districtus. Diese waren mit dem heutigen Weinbaugebiet Wachau weitgehend deckungsgleich. Alle namhaften Weinbaubetriebe der Wachau sind dem Verein beigetreten.
Der Obmann des Vereines ist Emmerich Knoll jun. vom Weingut Emmerich Knoll, seine Stellvertreter sind Herwig Jamek vom Weingut Josef Jamek und Heinz Frischengruber von der Domäne Wachau.

## Vorschriften und Qualitätskategorien
Die Mitglieder des Vereines verpflichten sich der Wachauer Weinkultur. Dazu gehört, dass die nach den von der Vereinigung gepflegten Weinkategorien gekelterten Weine strengeren Vorschriften zu folgen haben, als dies vom Weingesetz vorgeschrieben ist. Diese schreiben Handlese vor und verbieten beispielsweise das Anreichern des Mostes und der Weine. Die Winzer dürfen keine Trauben aus anderen Anbaugebieten zukaufen. Daher dürfen Weine, die unter einer der 3 Kategorien Steinfeder, Federspiel und Smaragd verkauft werden, nur aus Wachauer Trauben gekeltert werden. Es dürfen alle für Qualitätsweine zugelassenen weißen Rebsorten zu trockenen Weinen verarbeitet werden. Die Flaschenabfüllung hat ausschließlich im Weinbaugebiet selbst zu erfolgen. Die drei lokalen Kategorien fügen sich mit ihren Anforderungen in die vom Weingesetz vorgeschriebenen Qualitätsweinstufen ein. Die Kategorien sind markenrechtlich geschützt und dürfen nur von Mitgliedern der Vinea Wachau geführt werden. Von allen Weinen müssen Musterflaschen im Archiv Erlahof in Spitz an der Donau hinterlegt werden. Dadurch können die Weine noch nach Jahren Kontrollen unterzogen werden.
Weitere Auflagen sind in den Artikeln zu den Qualitätskategorien beschrieben.
Der Verband hat als erste Institution Österreichs den Appellationsgedanken aufgegriffen. Die Weine der drei Marken-Kategorien entsprechen im Prinzip einer Appellation Wachau, beziehungsweise einem DAC für das Weinbaugebiet Wachau. Der wesentliche Unterschied ist, dass sich die Vinea Wachau nicht auf eine Rebsorte festgelegt hat und der DAC erst im Jahr 2000 Eingang in das österreichische Weingesetz fand.
Konsumenten können anhand der Kategorien unmittelbar erkennen, wie die Weine ausgebaut wurden, und ob sie ihren Wünschen entsprechen könnten.

### Einführung von Weinkategorien
- Steinfeder (1984)
- Federspiel  (1986)
- Smaragd (1988) (zuvor als Honifogl bezeichnet)

## Codex Wachau
Am 11. Mai 2006 wurde von der Vinea Wachau der sogenannte Codex Wachau als Antwort auf die von der EU seit Beginn 2006 zugelassene Einfuhr von sogenanntem Kunst- oder Designerwein formuliert.
Er verschärft und unterstreicht die durch den Verein schon bisher vorgegebenen Auflagen nochmals und soll dem Konsumenten ein naturbelassenes Produkt garantieren. Verfahren wie Umkehrosmose, Vakuumdestillation, Schleuderkegelkolonne und Aromatisierungen jeglicher Art werden dadurch ausgeschlossen. Reinzuchthefen bleiben weiterhin möglich.
Der Codex basiert auf den folgenden 6 Regeln:
- Strenges Herkunftsprinzip
- Keine Anreicherung
- Keine Konzentrierung
- Keine Aromatisierung
- Keine Fraktionierung
- Natur und sonst nichts

## Steinfederpreis
Seit 1986 vergibt die Winzervereinigung „Vinea Wachau Nobilis Districtus“ einmal pro Jahr den Steinfederpreis an einen österreichischen oder international tätigen Weinpublizisten. Zuletzt erhielt Anne Krebiehl im Jahr 2019 den Preis.